# Max de Radiguès
Pour les articles homonymes, voir Radiguès.
Max de Radiguès, né le 4 juillet 1982 à Rixensart (province de Brabant), est un auteur de bande dessinée belge.

## Biographie
Maxime de Radiguès de Chennevière naît le 4 juillet 1982 à Rixensart,,,. Il est le fils d'une mère professeur de français qui va l'encourager dans ses lectures. Il grandit près de Rixensart. Il sort de l'Institut Saint-Luc de Bruxelles en 2004. Depuis, il fait carrière dans le dessin, l’édition au sein du collectif de L'Employé du Moi et le métier de libraire spécialisé en bande dessinée à la librairie Tropismes. Ses deux premiers livres ont pour cadre Bruxelles. En 2016, il écrit le scénario de Weegee, serial photographer pour le dessinateur Wauter Mannaert aux Éditions Sarbacane. L'année suivante, il dessine le road trip social La Cire moderne écrit par Vincent Cuvellier, publié aux éditions Casterman. Il lance la série Stig et Tilde mettant en scène deux jumeaux de quatorze ans en passe d'effectuer le kulku, un rite de passage, en 2018. Cette série d'aventure mêle des éléments surnaturels et compte trois volumes en 2019. 
Il adapte en bande dessinée Seuls sont les indomptés pour le dessinateur Hugo Piette, d'après l'œuvre d'Edward Abbey aux Éditions Sarbacane en 2019. Dans le numéro spécial Noël à New York de Spirou no 4260-4261 du 4 décembre 2019, il écrit un court récit de 4 planches Ollie day pour le même dessinateur. Puis, il écrit encore un récit de 3 planches Général Sherman en 2020 avant que ce duo n'entreprennent Eddie et Noé, des adolescents qui décident d’organiser une manifestation pour le climat au collège en prépublication en 2022 dans Le Monde des ados. La série compte deux volumes publiés aux éditions Sarbacane en 2023. Entretemps, il réalise seul Alerte 5, publié aux éditions Casterman en 2021. En 2024, il met en couleur la réédition de Orignal et réalise une nouvelle illustration de couverture pour l'album publié cette fois aux éditions Casterman. Dix Secondes est le récit d'un adolescent dénommé Marco dans les années 1990, publié aux éditions Casterman en 2025,.
Il est également directeur de collection chez Sarbacane.

### Vie privée
L'auteur vit à Bruxelles. Il travaille à l'atelier De Geslepen Potloden [« Les Crayons bien taillés »] à Schaarbeek où se mélangent dessinateurs néerlandophones et francophones,.

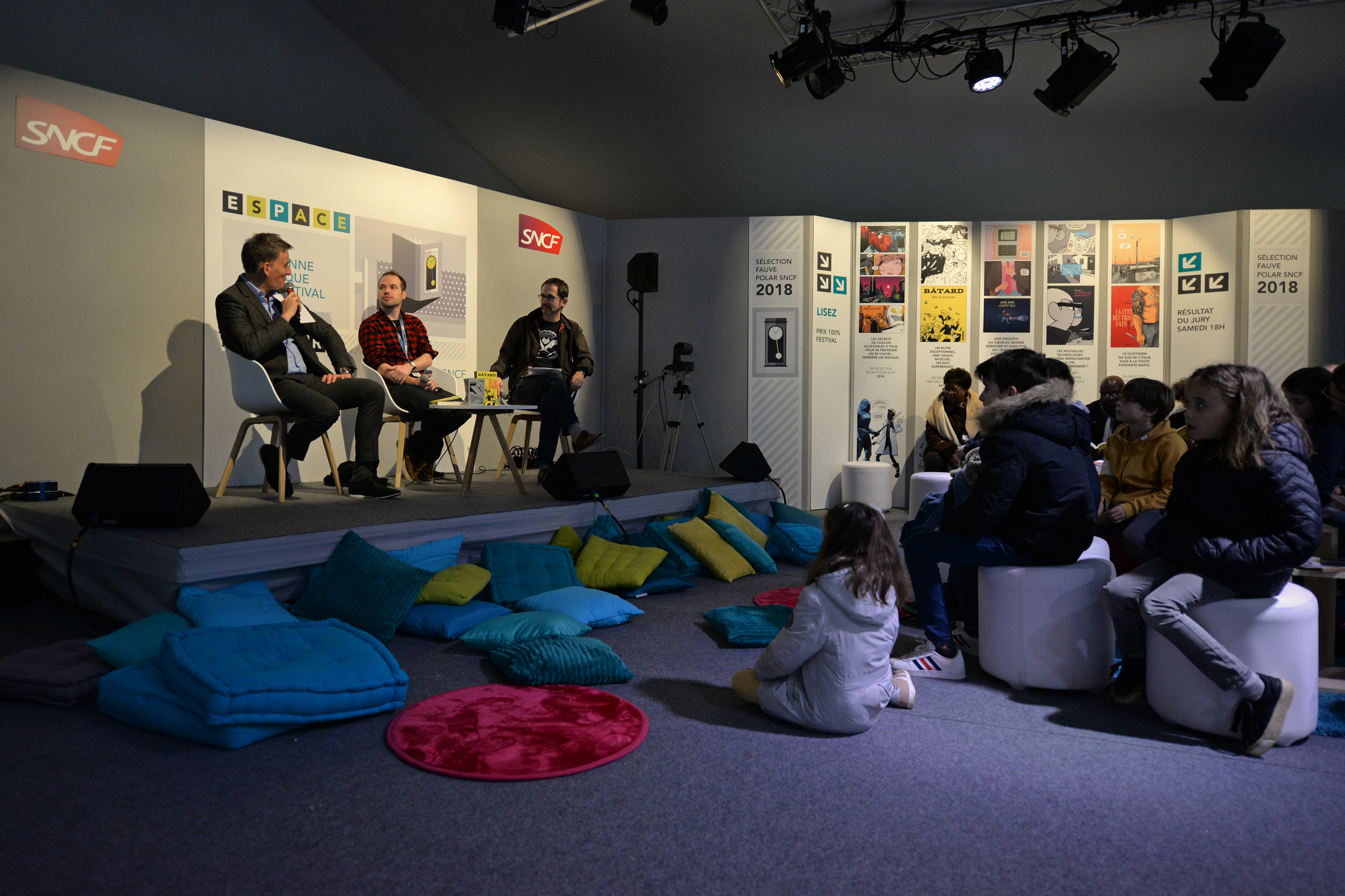
Max de Radiguès dans l'espace polar SNCF au festival d'Angoulême 2018.

## Œuvres

### Publications

#### one shots
- Antti - Brysselissä, L'Employé du Moi, avril 2007
Scénario et dessin : Max de Radiguès - Couleurs : noir et blanc -  (ISBN 9782930360140)
- L'Âge dur[24],[25], L'Employé du Moi, décembre 2010
Scénario et dessin : Max de Radiguès - Couleurs : noir et blanc -  (ISBN 978-2-930360-34-8)
- White River Junction (Pendant ce temps à)[26], 6 Pieds sous terre, 7 octobre 2011
Scénario, dessin et couleurs : Max de Radiguès -  (ISBN 978-2-352-12080-3),Format à l'italienne.
- Frangins[27], Sarbacane, 24 août 2011
Scénario, dessin et couleurs : Max de Radiguès -  (ISBN 978-2-84865-482-9)
- 520 km[28], Sarbacane, 22 août 2012
Scénario et dessin : Max de Radiguès -  (ISBN 978-2-84865-553-6)
- Cowabunga[29], L'Employé du Moi, Bruxelles, 26 janvier 2013
Scénario et dessin : Max de Radiguès -  (ISBN 9782930360539)
- Orignal[30], Delcourt,coll. « Shampooing », Paris, 22 mai 2013
Scénario et dessin : Max de Radiguès - Couleurs : noir et blanc -  (ISBN 9782756041001),Nouvelle édition en couleur, visuel de couverture différent, Casterman[18], 2024  (ISBN 9782756041001).
- Un été en apnée[31], Sarbacane, Paris, 15 mai 2014
Scénario et dessin : Max de Radiguès -  (ISBN 978-2-84865-704-2)
- Hobo Mom[32], L'Employé du Moi, Bruxelles, 16 septembre 2015
Scénario : Max de Radiguès - Dessin : Charles Forsman -  (ISBN 9782390040101)
- Weegee, serial photographer[33],[34],[35], Sarbacane, Paris, 17 août 2016
Scénario : Max de Radiguès - Dessin et couleurs : Wauter Mannaert -  (ISBN 9782848659138)
- 25 ans L'âge dur, L'Employé du Moi, Bruxelles, 19 août 2016
Scénario et dessin : Max de Radiguès -  (ISBN 9782390040248)
- La Cire moderne[36],[37],[38],[39],[40], Casterman, Bruxelles, 18 janvier 2017
Scénario : Vincent Cuvellier - Dessin : Max de Radiguès - Couleurs : noir et blanc -  (ISBN 9782203100589)
- Simon et Louise[41], Sarbacane, Paris, 7 mai 2017
Scénario et dessin : Max de Radiguès -  (ISBN 9782848659794)
- Bâtard[42], Casterman, Bruxelles, 7 juin 2017
Scénario et dessin : Max de Radiguès -  (ISBN 9782203141414)
- Seuls sont les indomptés[43], Sarbacane, Paris, 2e trimestre 2019
Scénario : Max de Radiguès - Dessin et couleurs : Hugo Piette -  (ISBN 9782377311057) — d'après l'œuvre d'Edward Abbey.
- Alerte 5[44], Casterman, Bruxelles, 2 juin 2021
Scénario et dessin : Max de Radiguès -  (ISBN 9782203215795)Sélection officielle du Festival d'Angoulême 2022.
- Dix secondes[45],[46],[47],[48],[49], Casterman, Bruxelles, 12 mars 2025
Scénario, dessin et couleurs : Max de Radiguès -  (ISBN 9782203290372)

#### Séries

##### Stig et Tilde
- 1. L'Île du disparu[9],[50], Sarbacane, Paris, 4 avril 2018
Scénario, dessin et couleurs : Max de Radiguès -  (ISBN 9782377310494)
- 2. Cheffe de meute[51],[52], Sarbacane, Paris, 7 novembre 2018
Scénario, dessin et couleurs : Max de Radiguès -  (ISBN 9782377311644)
- 3. Le Club des losers[53],[54],[55], Sarbacane, Paris, 19 juin 2019
Scénario, dessin et couleurs : Max de Radiguès -  (ISBN 9782377312085)

##### Eddie et Noé
Série en cours
- 1. Plus chauds que le climat[56],[57] !, Sarbacane, Paris, 4 janvier 2023
Scénario : Max de Radiguès - Dessin : Hugo Piette - Couleurs : quadrichromie -  (ISBN 978-2-377-31845-2)
- 2. Les Agitateurs[16],[58], Sarbacane, Paris, 7 juin 2023
Scénario : Max de Radiguès - Dessin et couleurs : Hugo Piette -  (ISBN 978-2-377-31851-3)

#### Collectifs
- 40075km comics, L'Employé du Moi, Bruxelles, janvier 2007
Scénario et dessin : collectif dont Max de Radiguès - Couleurs : quadrichromie -  (ISBN 978-2-930360-13-3)
- Polyominos[59], L'Employé du Moi, Bruxelles, octobre 2007
Scénario : collectif - Dessin : collectif dont Max de Radiguès - Couleurs : quadrichromie -  (ISBN 978-2-930360-16-4),Recueil réunissant 20 auteurs qui se sont prêtés aux mêmes règles : raconter une histoire en une planche de 20 cases muettes et modifier ensuite l'ordre des cases afin de raconter une autre histoire. Les deux récits se retrouvent dans cet ouvrage.
- Vivre ?[60], Centre de prévention du suicide, 2010
Scénario : collectif - Dessin : collectif dont Maxime de Radiguès - Couleurs : quadrichromie,Album né de l'initiative du Centre de Prévention du Suicide à l'occasion de ses 40 ans. Dépôt légal : D/2010/12.301/1. Participation : Répondeur
- Appendix, L’Employé du Moi, Bruxelles, octobre 2010
Scénario : collectif - Dessin : collectif dont Gaspard Ryelandt - Couleurs : quadrichromie -  (ISBN 978-2-930360-32-4),Téléchargeable gratuitement au format PDF sur le site de l'éditeur[61].
- Participation à Comicscope de David Rault, l'Apocalypse, 2013  (ISBN 978-2-367-31011-4).
- Sweet 15[62], L'Employé du Moi, Bruxelles, janvier 2015
Scénario : collectif - Dessin : collectif dont Max de Radiguès - Couleurs : quadrichromie -  (ISBN 978-2-390040-06-4)Noté première édition, broché en 13,5 × 14 cm. Distribué au festival d'Angoulême 2015 puis en librairie à l'occasion du 15e anniversaire de la maison d'édition.

#### Illustration littérature jeunesse
- Le Pirate et l'acrobate, textes : Valie Le Gall et Alex Cousseau, Arles, Éditions du Rouergue, coll. « Zig-zag », 2015  (ISBN 9782812609367).
- Le Réveil du volcan, textes : Benoît Broyart, Toulouse, Milan, coll. « Docs benjamin », 2017  (ISBN 9782745981721).
- Emma, l'amie des animaux, textes : Benoît Broyart, Toulouse, Milan, coll. « Docs benjamin », 2019  (ISBN 9782408004781).

### Expositions collectives
- Génération Spontanée ? La nouvelle scène belge indépendante, production Wallonie-Bruxelles International/Centre Wallonie-Bruxelles de Paris. Cinq présentations ont eu lieu :

1. Festival international de la bande dessinée d’Angoulême, janvier 2011[63].
2. Centre Wallonie-Bruxelles de Paris, juin-août 2011[64].
3. BIP (Bruxelles Info Place, Place Royale à Bruxelles), septembre-octobre 2011[65].
4. Rencontres du 9e Art d’Aix, Aix-en-Provence, mars-avril 2012[66]
5. Centre culturel du Forum de Meyrin, Genève, Suisse, octobre-décembre 2012[67].

- Restrankil #4[68],[69], spécial bande dessinée, Apéro-zic les 20 et 21 avril, puis du 22 avril au 13 mai 2013 au Lycaon, Bruxelles.
- La Microboutiek s'affiche[70], Cinéma Nova, Bruxelles, du 17 septembre au 19 octobre 2014.
- Plan à 3 – La bande dessinée francophone européenne

1. Palais de la Bourse, 8 et 9 juin puis à l'Hôtel de région Auvergne-Rhône-Alpes de Lyon du 18 juillet au 18 août 2019 ;
2. Centre Wallonie-Bruxelles (Paris)[71], 16 octobre au 10 novembre 2019[72] ;
3. Institut français du Liban[73], Saïda du 16 avril au 18 juin 2022 ;
4. Planche à 3, Le Manège[74], Onex (Genève) du 17 au 26 mars 2023.

## Prix et distinctions
- 2018 :  prix SNCF du polar décerné au festival d'Angoulême 2018 pour Bâtard[75] ;
- 2019 : prix Rossel de la bande dessinée pour Stig et Tilde[76] ;
- 2020 :  « Mention » au Prix BolognaRagazzi, catégorie Comics - Middle Grade[77], Foire du livre de jeunesse de Bologne pour Simon et Louise.